# Samad bey Mehmandarov
Samad bey Mehmandarov (en azerí: Səməd bəy Mehmandarov Sadıx bəy oğlu, en ruso: Самедбек Садыхбек оглы Мехмандаров) fue un general de la artillería del ejército del Imperio ruso, miembro de la facción de los Independientes del Parlamento de la República Democrática de Azerbaiyán, ministro de Defensa de la República Democrática de Azerbaiyán, militar de la RSS de Azerbaiyán.

## Vida
Samad bey Mehmandarov nació en Lankaran el 16 de octubre de 1855. Estudió en un gimnasio en Bakú, a 16 años entró en la II escuela de artillería de Konstantinovka en San Petersburgo. En diciembre de 1875 fue ascendido a subteniente y condecorado con la orden de “San Estanislao” de tercer grado. Recibió los grados de capitán en 1890, teniente coronel en 1898, coronel en 1901 y general de división en 1904.

## Batallas de Port-Arthur
Samed Bey Mehmandarov tenía cuarenta y ocho años de edad cuando participó en las batallas de Port-Arthur, al comenzar la guerra ruso-japonesa en 1904. Aún no había cumplido un año de matrimonio con Elizaveta Nikolaevna. Elizaveta concluyó el gimnasio femenino en Kiev. Trabajaba como enfermera en el hospital militar de Port-Arthur. Ella también era de una familia aristocrática al igual que Samed bey. Como si la vida hubiera dado una lección de paciencia a Elizaveta de 21 años, no se mostraba indiferente al servicio militar pesado, ni tampoco a los soldados heridos. Elizaveta trataba a los soldados con una amabilidad singular. Curaba a los heridos, escribía cartas a la familia de los que eran analfabetos, soportaba su labor con paciencia y firmeza. Una vez, Samed bey le dijo: "He pedido permiso del comando para tu regreso a San Petersburgo. Prepárate, mañana o pasado mañana te irás!" Elizaveta, mirando a los ojos de su esposo, dijo: "Samed bey, si en tu país continúa la guerra dónde tiene que estar el soldado? Por supuesto que en el frente! Yo también estoy en el frente o sospechas que no soy un soldado por ser una mujer? Pero tú vas a ser la madre… ¡No volvamos a este prometes…deja este tema, cariño, sin ti no quiero San Petersburgo, ni tampoco Paris!"
El 26 de enero los japoneses atacaron a la escuadra rusa en el puerto de Port-Arthur, incendiaron los buques blindados “Retvizan”, “Sesarevich” y el crucero “Pallada”. La guerra comenzó. Al día siguiente, Samad bey Mehmandarov fue nombrado comandante de la séptima división de la artillería siberiana. Esta era la orden del comandante del ejército de tierra general de división Roman Kondratenko. La razón por la cual Samed bey fue nombrado jefe del Frente Oriental. Este fue considerado como el frente más importante en la defensa de Port-Arthur. Los japoneses trajeron su mayor poderío hasta aquí. Hacían asaltos feroces y atacaban con bombas sin interrupciones. El coronel Samad bey Mehmandarov fue uno de los asistentes más cercanos del comandante Kondratenko. Mehmandarov, quien dirigió hábilmente la operación de la artillería siempre estaba en la parte delantera cuando el castillo estaba sitiado y neutralizaba los ataques de los samuráis de lugares muy peligrosos siendo un tirador muy certero.
Aliaga Shikhlinski, que observó a Samad bey Mehmandarov no se perdía incluso en las batallas más graves, escribió: el catorce de octubre cuando empezaron a atacar el castillo de los cañones, Samad bey Mehmandarov vino a mi posición. Desde aquella posición se disparaba con varios cañones, desde cañones de once pulgadas hasta los pequeños cañones navales de treinta y siete milímetros. Asimismo, aquella misma posición estaba bajo el fuego de ametralladoras y rifles japoneses. De repente, cerca de Mehmandarov estalló una granada de once pulgadas y el barro negro del suelo lo ensució, sin embargo, no fue herido. Mehmandarov no hizo caso y, con una gran frialdad, sacó su toalla blanca de su bolsillo y comenzó a limpiar el barro negro de su nuevo abrigo. En los primeros días de diciembre los japoneses asestaron dos fuertes golpes en el castillo. A pesar de la obstinada resistencia de los rusos, capturaron algunos de los fuertes del castillo. El segundo golpe fuerte fue en diciembre. El comandante general Roman Kondratenko murió luchando como un héroe. En su lugar, el general Fok, que tenía un carácter más débil, fue nombrado comandante. Dieciséis días después, los japoneses capturaron la montaña Drakonoviy Khrebet, tal hecho decidió el destino del castillo.
El astuto comandante de Port-Arthur, el general Stessel, convocó a una reunión del consejo militar para entregar inmediatamente el castillo al enemigo. Algunos de los comandantes que tomaron parte en el consejo compartieron la propuesta de Stessel. El general de división Samad Bey Mehmandarov, el coronel Semyonov y un grupo de oficiales valientes se opusieron con firmeza a la rendición. Los oficiales combativos insistían en que aún tenían suficiente fuerza para retirar al poderoso ejército japonés. Ellos, sobre todo el general Mehmandarov, decían que el castillo aún era capaz de defenderse. Dispararemos desde los cañones mientras tengamos granadas, dispararemos desde nuestras armas mientras tengamos cartuchos, y cuando se nos terminen las granadas y los cartuchos combatiremos con nuestras bayonetas. Sin embargo, el cobarde general Stessel se negó a oír a los oficiales audaces, ordenó a la guarnición dejar las armas. Más tarde, al regresar a Rusia, el general Stessel se sometió al tribunal militar bajo la acusación de haber entregado de prisa Port-Arthur por la demanda de los defensores del castillo. El general de división Mehmandarov y sus amigos oficiales conservaron su fidelidad al juramento oficial después de la entrega del castillo y fueron citados como un gran ejemplo de valentía y fidelidad para otros soldados y oficiales.
Según las condiciones japonesas, los soldados se hacían prisioneros y los oficiales podrían regresar a Rusia después de haber firmado una declaración escrita sobre el hecho de que no volverían a participar en una guerra contra Japón. Un grupo de oficiales de mentalidad reaccionaria cercanos a Stressel asumieron tal obligación. Pero el valiente hijo de nuestro pueblo, Samad bey Mehmandarov, rechazó una promesa tan detestable que insultaba el honor militar de un oficial. Él fue hecho prisionero y enviado a Japón por negarse a prometer no participar más en una guerra contra Japón. Mehmandarov regresó a Rusia en 1906, después del acuerdo de Portsmouth. Así la defensa del castillo Port Arthur durante los trescientos treinta y dos día fue escrita en el destino de Samed bey Mehmandarov.

## Los años de la Primera Guerra Mundial

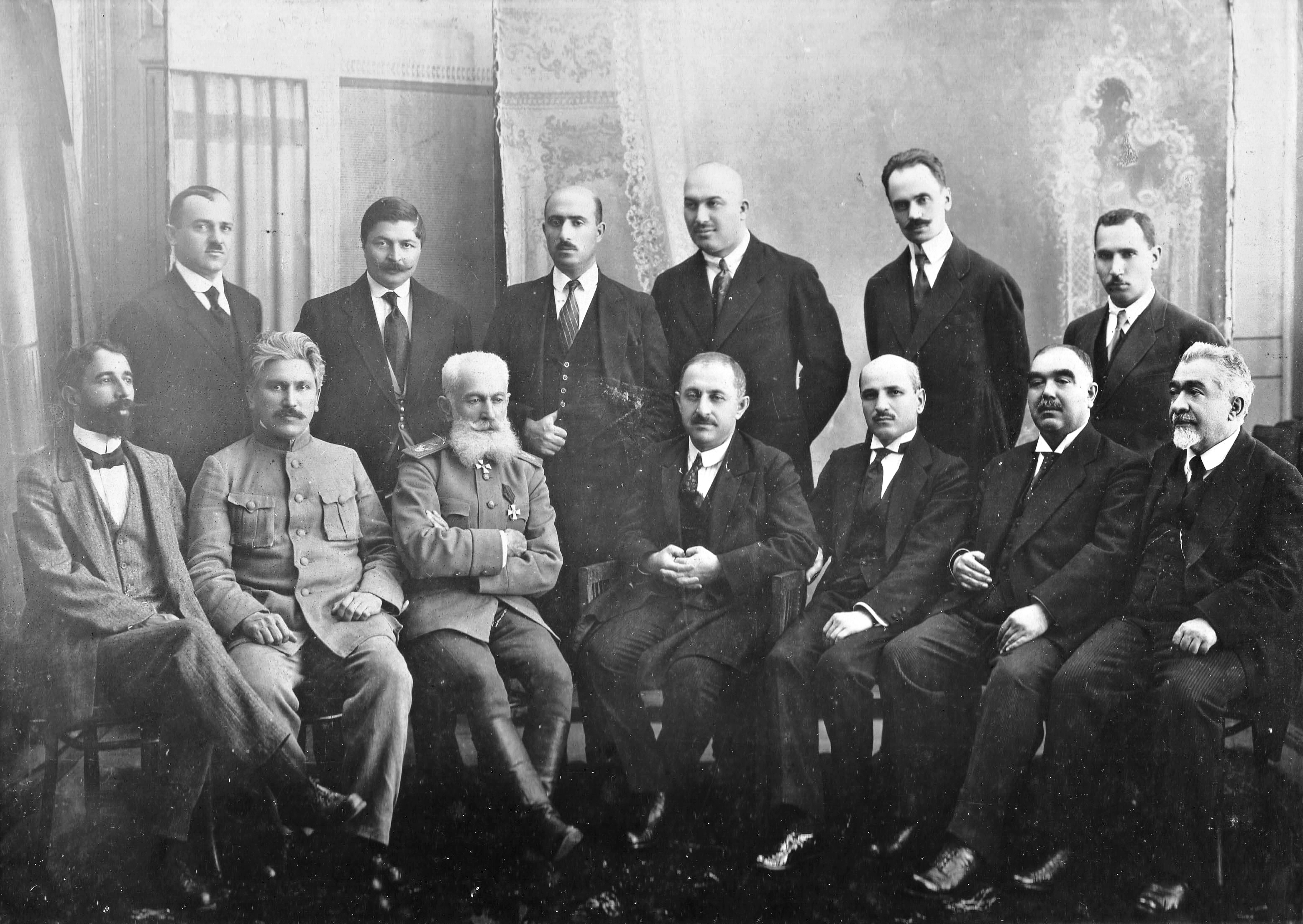

En los años del inicio de la Primera Guerra Mundial Mehmandarov era el comandante de la 21.ª división de infantería en Vladikavkaz. Hasta ese momento habían ocurrido muchos acontecimientos significativos en su vida. Al regresar del cautiverio fue nombrado comandante de la séptima brigada de artillería de Siberia Oriental, tras lo cual se le encomendó un cargo de mayor importancia, el de jefe de la artillería en el tercer cuerpo del ejército siberiano. El año 1908 le obsequió a Samad bey dos grandes alegrías más, además de este alto cargo. En julio del mismo año fue galardonado con el rango de teniente general. El 18 de noviembre el destino le trajo un hijo, después de una larga espera. Samad bey le llamó Pir.
Durante la Primera Guerra Mundial, el general Mehmandarov adquirió fama como un comandante talentoso que había realizado varias operaciones militares con éxito. El general Mehmandarov ganó una reputación especial en la operación de Lodz que se efectuó el 15 de septiembre de 1914. Las tropas del general alemán Makenze tomaron la ciudad de Ivangorod con un ataque rápido y precipitadamente comenzaron las operaciones hacia la ciudad de Lodz. Las tropas rusas que se retiraban con una intensa presión se encontraron en una situación muy difícil. Los alemanes que atacaban desde todas las posiciones se adelantaban sin cesar e intentaban atajar y sitiar a las tropas rusas retiradas. La vigésima división de infantería de Mehmandarov consistía en los regimientos ochenta y uno de Absheron, ochenta y dos de Daguestán, ochenta y tres de Samur y ochenta y cuatro de Shirvan. Cada uno de estos regimientos tenía una tradición de combate específica. El comandante del cuerpo estaba alarmado por el destino de sus divisiones y se enteró de la situación de la división de Mehmandarov por teléfono. La respuesta breve, inherente a los comandantes de Samad bey fue la siguiente: “¡La situación es grave! ¡Voy a atacar!” En un momento tan difícil, cuando las dos tropas rusas se retiraron, la división de Mehmandarov golpeó fuertemente al enemigo que se adelantaba mostrando un gran apetito. Después de tres días de batallas graves, llegó a la frontera de la ciudad de Ivangorod y la asaltó. En la historia de la Primera Guerra Mundial, la exitosa operación de Mehmandarov echó por tierra los planes de ataque relámpago del general alemán Makenze. Asimismo, salvó de la deshonra a dos tropas rusas retiradas. Durante aquella operación, el general Aliagha Shikhlinski ocupaba el cargo de general de misión especial dependiente del inspector jefe de los cañones del desierto. Más tarde, él escribiría: "En aquel entonces me llamaron al frente occidental para inspeccionar el estado de los cañones del desierto, que entonces eran armas nuevas en el ejército ruso, para dirigir la actividad en esa área. Recorrí siete cuerpos y descubrí que sólo en el cuerpo de Samad bey Mehmandarov se entendieron correctamente las tareas de los cañones del desierto y los instalaron conforme a esas tareas. Esta no fue la iniciativa del inspector de los cañones del cuerpo, sino la consecuencia de la iniciativa personal de un artillero talentoso." Mehmandarov fue ascendido a general de artillería por sus victorias sin precedentes.
En 1915 fue nombrado comandante del segundo cuerpo de ejército caucásico. Sus contemporáneos hablaban con orgullo sobre el heroísmo del general Samad bey Mehmandarov en las batallas y su actitud amable hacia los soldados. El mayor Hajiaga Ibrahimbayli escribió que el general Mehmandarov había ganado gran popularidad durante la Primera Guerra Mundial. En los momentos más aterradores de los combates su frialdad era increíble, ésta y su extrema audacia resultaron muy populares dentro del ejército ruso. Él amaba a las personas justas, honestas, francas y les ayudaba, con los malos era muy despiadado. Todas las personas bajo su mando, no obstante, le temían, pero al mismo tiempo, le querían mucho.
A principios de 1917 fue condecorado con todas las órdenes militares de Rusia, así como con varias órdenes militares de Inglaterra, Francia y Rumania.
Durante la revolución burguesa de febrero de 1917, S.Mehmandarov estaba en el Cáucaso. En abril de aquel año dejó su puesto y se retiró, vivió por un tiempo en la ciudad de Vladikavkaz y luego se trasladó a Azerbaiyán.
S.Mehmandarov ocupó el cargo de Ministro de Defensa en el Gobierno de la República Popular de Azerbaiyán desde el 25 de diciembre de 1918 y logró crear el ejército de Azerbaiyán independiente con 30,000 miembros en un lapso muy corto de tiempo. En el verano de 1919, cuando las unidades militares británicas estaban en Azerbaiyán, el ministro de Defensa S.Mehmandarov en su carta oficial dirigida al jefe del Gobierno de la República Democrática de Azerbaiyán, Nasib bey Yusifbayli, declaró que las tropas británicas estaban saqueando los territorios donde se ubicaron y estaban realizando trabajo de inteligencia. En protesta contra estos, S.Mehmandarov pidió al gobierno de Azerbaiyán que devolviera las condecoraciones que había recibido del gobierno británico durante los años de la Primera Guerra Mundial.
Después del establecimiento del poder soviético, continuó su actividad militar bajo el aseguramiento personal de Nariman Narimanov y trabajó como maestro en la Escuela Militar de Comandos creada en Azerbaiyán en los años 1921-1928. El Comandante de primer grado I.Ch.Chakir, que fue comandante en el ejército caucásico, del Primer Ejército del Ejército, en 1925 escribió: "Mehmandarov es un artillero extraordinario".
S.Mehmandarov participó activamente en las reformas y actividades a gran escala efectuadas en el campo militar del Azerbaiyán de los años 1924-1927. En 1928 S.Mehmandarov fue desmovilizado del ejército por problemas de salud y el estado le asignó una pensión.
S.Mehmandarov hablaba fluidamente los idiomas ruso, turco y persa. En los últimos tres años de su vida se dedicó a la historia y a la filosofía islámica. Samad bey Mehmandarov falleció el 12 de febrero de 1931 en Bakú.